# UFV Rugby
O UFV Rugby, é um  time de Rugby Universitário da cidade de Viçosa, MG, Brasil. Era um time de rugby da Universidade Federal de Viçosa (UFV). A equipe atualmente se encontra em processo de reestruturação.

## História
O clube iniciou suas atividades em 1988 na Universidade Federal de Viçosa, os treinos aconteciam no gramado do campo da Fitotecnia, onde foram construídos os prédios do CCB II e CCB III. O primeiro jogo oficial do time, foi contra o Niterói Rugby em 1989, onde a UFV disponibilizou o uniforme do time de vôlei com manga comprida, metade das camisas saíram rasgadas. Depois alunos-jogadores tiveram que justificar o estrago para a universidade.
Em 1993 o clube chegou a participar do Campeonato Brasileiro de Rugby. Mas conforme os alunos-jogadores terminavam os seus cursos, saiam da universidade, assim não demorou muito para o time se extinguir. Alguns de seus jogadores, no entanto, fundaram o Belo Horizonte Rugby Clube, anos mais tarde.
Em 2007 alunos e ex-alunos da faculdade resolveram retomar as atividades de rugby com treinos todos os domingos a partir das 15h no gramado da UFV entre o RU e o ITAÚ.
Em 2013, como preparatório para a disputa do campeonato estadual, o UFV Rugby voltou a disputar um campeonato realizado em Juiz de Fora, na modalidade Seven's a side,, conquistando o quinto lugar no torneio.